# Tamarida differens
Tamarida differens is een pissebed uit de familie Trachelipodidae. De wetenschappelijke naam van de soort is voor het eerst geldig gepubliceerd in 2004 door Stefano Taiti & Franco Ferrara.